# Kuluntu
Kuluntu (kinesiska: 库伦图, 库伦图乡) är en socken i Kina. Den ligger i den autonoma regionen Inre Mongoliet, i den norra delen av landet, omkring 92 kilometer norr om regionhuvudstaden Hohhot.
Genomsnittlig årsnederbörd är 442 millimeter. Den regnigaste månaden är juli, med i genomsnitt 116 mm nederbörd, och den torraste är januari, med 2 mm nederbörd.